# Roi Xuan de Zhou
Le roi Xuan de Zhou, ou Zhou Xuan wang (chinois : 周宣王) de son nom personnel Ji Jing (姬靜). Il fut le onzième roi de la dynastie Zhou. Il régna de -827 à -781.

## Succession du roi Li

### Contexte de succession
Son père, le roi Li, était un tyran despotique qui fut chassé du pouvoir. Aussi, les ministres Zhou, pour s'assurer la continuité de la dynastie, durent cacher l'enfant à la colère de la population. À ce moment, le duc Mu de Shao choisit de sacrifier son fils pour sauver le prince Jing, qu'il cacha chez lui. Après la Régence de Gonghe, il fut révélé comme étant l'héritier du trône et fut proclamé roi.

## Règne
Il continua la politique d'apaisement et guerroya contre les barbares de l'ouest avec détermination.

## Campagnes militaires
Le roi Xuan mena plusieurs campagnes militaires dans le sud de la Chine. Il envoya le duc de Shao, pacifier les tribus Huaiyi, au sud, qui les soumit, et revint à Hao avec leur tribut. Par contre, les campagnes dans le nord-ouest furent des échecs retentissants, et le roi Xuan dut même faire appel à la conscription pour combler les pertes. Son incapacité récurrente à soumettre les barbares du nord-ouest allait mener sa dynastie à sa perte avec la mort du roi You au mont Lishan, face à ces mêmes barbares.

## Succession
Son successeur était le roi You.